# Powiat Mansfelder Land
Powiat Mansfelder Land (niem. Landkreis Mansfelder Land) – istniejący do 1 lipca 2007 powiat w niemieckim kraju związkowym Saksonia-Anhalt. Powiat Mansfelder Land został połączony z powiatem Sangerhausen w Mansfeld-Südharz.
Stolicą powiatu Mansfelder Land było Eisleben.

## Miasta i gminy
1. Mansfeld, miasto (8.841)

Wspólnoty administracyjne
| - 1. Wspólnota administracyjna Gerbstedt 1. Augsdorf (589) 2. Burgsdorf (204) 3. Freist (353) 4. Friedeburg (Saale) (499) 5. Friedeburgerhütte (256) 6. Gerbstedt, miasto (2.993) 7. Heiligenthal (826) 8. Hübitz (377) 9. Ihlewitz (343) 10. Klostermansfeld (2.740) 11. Rottelsdorf (346) 12. Siersleben (1.554) 13. Welfesholz (210) 14. Zabenstedt (222) - 2. Wspólnota administracyjna Hettstedt 1. Hettstedt, miasto (15.379) 2. Ritterode (344) 3. Walbeck (906) | - 3. Wspólnota administracyjna Lutherstadt Eisleben 1. Bischofrode (715) 2. Hedersleben (990) 3. Eisleben (23.789) 4. Osterhausen (1.052) 5. Schmalzerode (287) - 4. Wspólnota administracyjna Mansfelder Grund-Helbra 1. Ahlsdorf (1.860) 2. Benndorf (2.447) 3. Bornstedt (945) 4. Helbra (4.572) 5. Hergisdorf (1.829) 6. Wimmelburg (1.337) - 5. Wspólnota administracyjna Seegebiet Mansfelder Land 1. Amsdorf (531) 2. Aseleben (523) 3. Dederstedt (446) 4. Erdeborn (1.089) 5. Hornburg (384) 6. Lüttchendorf (639) 7. Neehausen (275) 8. Röblingen am See * (3.059) 9. Seeburg (590) 10. Stedten (1.062) 11. Wansleben am See (1.815) | - 6. Wspólnota administracyjna Wipper-Eine 1. Abberode (374) 2. Alterode (528) 3. Arnstedt (590) 4. Braunschwende (584) 5. Bräunrode (477) 6. Friesdorf (368) 7. Greifenhagen (271) 8. Harkerode (337) 9. Hermerode (127) 10. Molmerswende (256) 11. Quenstedt (846) 12. Ritzgerode (87) 13. Sandersleben, miasto (1.988) 14. Stangerode (365) 15. Sylda (522) 16. Ulzigerode (200) 17. Welbsleben (743) 18. Wiederstedt (1.105) 19. Wippra (1.552) |